# Sayala
Sayala, Ṣaiyāla; war ein antikes Siedlungsgebiet zu beiden Seiten des Nil im heutigen Süden Ägyptens. Die ältesten Funde wurden in Gräbern aus dem 4. Jahrtausend v. Chr. gemacht, die zu einer größeren Siedlung der A-Gruppe gehörten. Mehrere Friedhöfe und Wohnsiedlungen werden in die Zeit der C-Gruppe und in die römische Zeit bis in das 4. Jahrhundert n. Chr. datiert. Die nachfolgend ausgebaute und befestigte Ortschaft mit zwei Kirchengebäuden wurde von der ab dem 6. Jahrhundert christlichen Bevölkerung im 12. Jahrhundert verlassen. Die letzten Ausgrabungen in Flussnähe fanden 1965 statt, kurz bevor das Gebiet im ansteigenden Nassersee unterging.

## Lage
Sayala lag in Unternubien, nördlich von Abu Simbel, etwa 130 Kilometer südlich von Assuan zwischen dem 1. und 2. Nil-Katarakt. Das wenige Kilometer nördlich ins Niltal einmündende Wadi Allaqi war eine in der Antike bedeutende Handelsroute zum Roten Meer. Die christliche Siedlung erstreckte sich bei einem Wasserstand des Nil von 120 Metern über dem Meer direkt vom westlichen Nilufer einen Steilhang hinauf bis zur etwa 20 Meter höher beginnenden sandigen Wüstenebene. 2,2 Kilometer südlich befand sich der moderne nubische Weiler Nag’ el-Scheima (Nag' esch-Shēma), nach welchem die christliche Grabungsstätte auch benannt wird. Zum Distrikt Sayala gehörten mehrere Dörfer in einem 15 Kilometer langen Abschnitt des Niltals. Die verschiedenen, in einem Zeitraum von mehreren Jahrtausenden benutzten Friedhöfe wurden zu beiden Seiten des Nil in einiger Entfernung der fruchtbaren Uferzone im sandigen Hinterland angelegt. Im Norden des Sayala-Distrikts schloss sich der Bereich um die mittelalterlich-christliche Siedlung Ikhmindi an. 

## Forschungsgeschichte
Sayala wurde erstmals von Cecil Mallaby Firth 1910/11 archäologisch untersucht und 1927 in seinem Bericht erwähnt. Ugo Monneret de Villard führte Anfang der 1930er Jahre im Auftrag der ägyptischen Altertumsbehörde und mit Unterstützung des italienischen Außenministeriums in Unternubien Grabungen durch. In den 1960er Jahren untersuchte ein Team der Österreichischen Akademie der Wissenschaften, zu dem anfangs als Leiter Karl Kromer, sowie Manfred Bietak, Reinhold Engelmayer und Peter Gschaider gehörten, im Rahmen des UNESCO-Rettungsplans das Gebiet von Sayala. Die fünfte Grabungskampagne, an der auch Johann Jungwirth teilnahm, fand 1965 unter der Leitung von Manfred Bietak statt. Das Fundmaterial aus christlicher Zeit wurde zwischen 1980 und 1986 von Mario Schwarz bearbeitet und 1987 veröffentlicht. 1998 bis 2001 leitete er ein Forschungsprojekt zur Untersuchung der Felsbilder von Sayala.

## Geschichte

### A-Gruppe

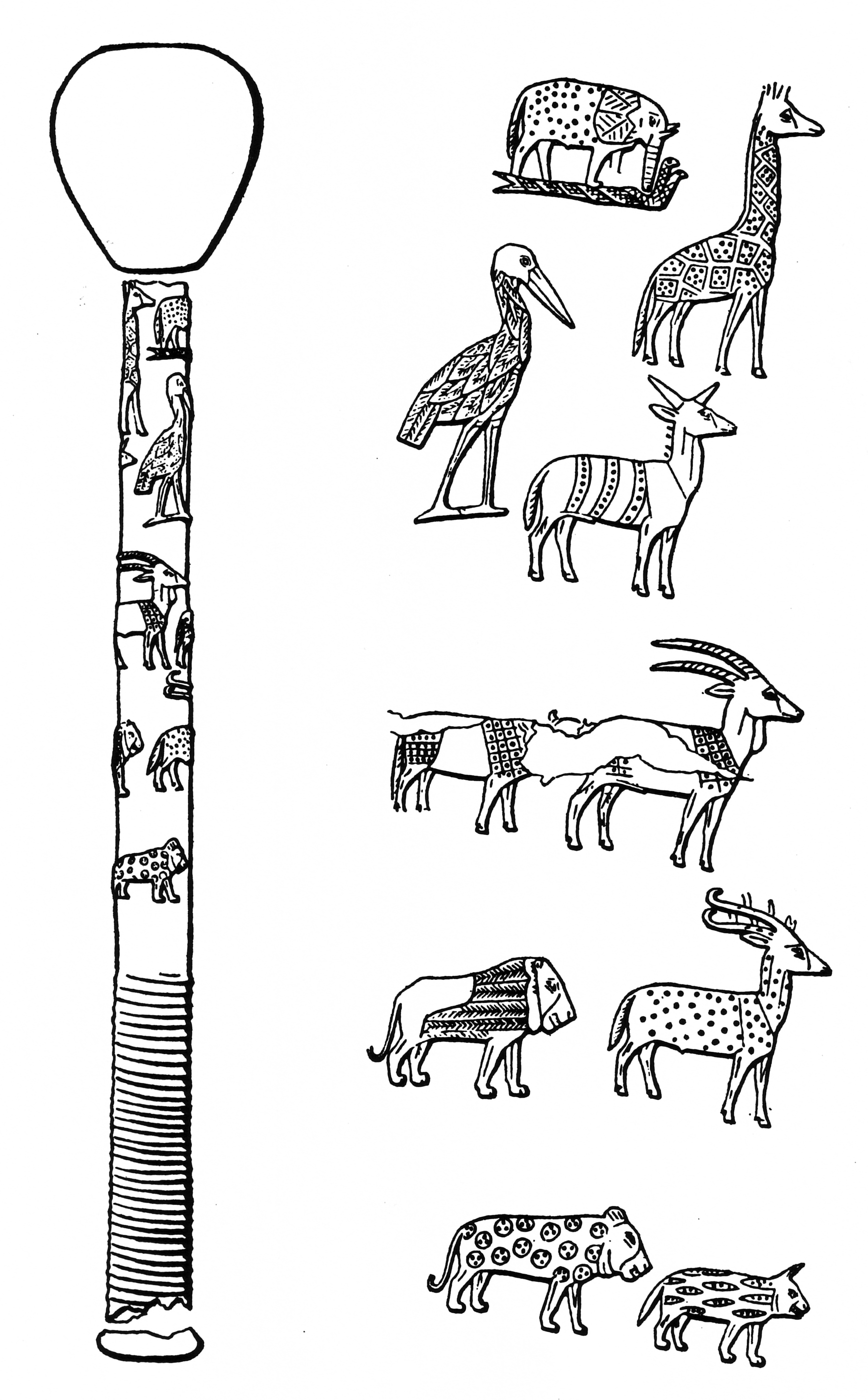
Umzeichnung der Sayala-Keule.

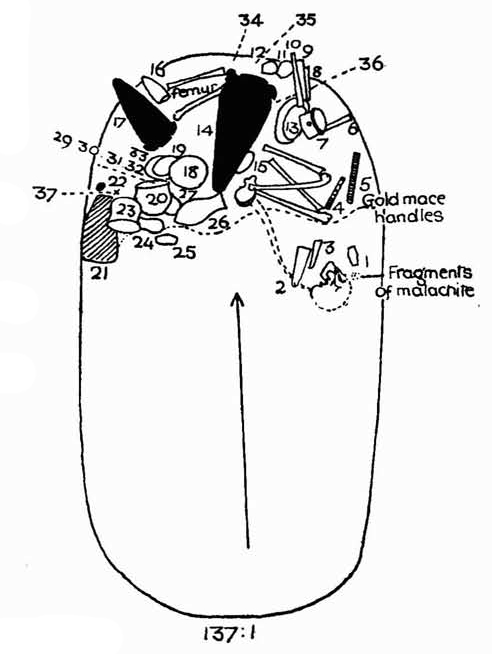
Gräberfeld 137, Grab 1. Etwa 500 Meter südlich von Sayala. Zeichnung in Cecil Mallaby Firth, 1927, S. 208.

In Sayala lag der älteste Felsentempel, ein Heiligtum in einer Felshöhle aus der Zeit der A-Gruppe, die in Nubien auf etwa 3700–3250 v. Chr. datiert wird. Die ägyptischen Höhlentempel (Speos) haben hier ihre Wurzeln. Das Siedlungsgebiet der A-Gruppe umfasste ein Gebiet um den 1. Katarakt von etwa 10 Kilometer nördlich von Assuan bis um Sayala im Süden. Die auf den Friedhöfen der beiden Machtzentren der A-Gruppen-Zeit Sayala und Qustul gefundenen Gräber besaßen annähernd rechteckige oder ovale Gruben, in denen der Verstorbene in Hockerstellung auf einer Matte abgelegt wurde. Eine Steinplatte diente als oberen Verschluss für den Grabraum. Auf dem Friedhof A 137 wurde ein mit ungewöhnlich reichen Beigaben ausgestattetes Grab freigelegt, das neben Weinkrügen aus Ägypten importierte vergoldete Streitkolben (Würdezeichen), darunter die sogenannte Sayala-Keule, enthielt und in dem vermutlich der Herrscher eines Kleinreiches bestattet war. Die Grabfunde belegen den Handel mit der ägyptischen Naqada-Kultur der II c–III b-Phase.

### C-Gruppe
Die frühesten Behausungen der C-Gruppe (Ballana-Phase) ab dem Ende des Alten Reiches hatten offensichtlich einen Mittelpfosten oder Wände aus senkrechten Pfählen, die auf in den Boden eingegrabenen Fundamentsteinen ruhten. Ab etwa 1600 v. Chr. entwickelten sich daraus Dörfer mit Festungscharakter. Die beiden erhaltenen Siedlungsplätze der frühen C-Gruppe in Sayala und Aniba waren von ovalen Mauern eingefasst, innerhalb deren sich unterschiedliche Funktionsbereiche ausmachen ließen. Bei einem Siedlungsplatz führte der Eingang an der Ostseite über eine freie Fläche zu einem abgegrenzten Wohnbereich im Norden, in dem vier Rundhütten mit einer Grundfläche von vier bis fünf Quadratmeter aufgestellt waren. Die Grundmauern bestanden aus mit Lehm vermauerten Lesesteinen, die zeltartig mit Matten oder Tierhäuten überdeckt waren. In der Umgebung außerhalb der Einfriedung standen ähnliche Behausungen. Feuerstellen fanden sich sowohl im Wohnbereich, als auch innerhalb der südlichen Umfassungsmauer. Das westliche freie Drittel dürfte als Standplatz für Vieh gedient haben.
Auf der westlichen Seite des Nil lagen im Wüstensand hinter den nördlichsten Häusern des christlichen Dorfes einfache Gräber der späten C-Gruppen-Zeit. Sie waren an der Oberfläche durch einen Ring aus Bruchsteinen erkennbar und befanden sich in einem schlechten Erhaltungszustand, da ein großer Teil der Steine zum Hausbau weiterverwendet worden war.
Ein besonderer Grabtyp, der in Nubien in Sayala, Aniba und an Orten im Wadi Allaqi vorkam, wird als Pfannengräber bezeichnet und einer gleichnamigen Kultur (englisch Pan Grave Culture) zugeordnet. Träger dieser Kultur waren dunkelhäutige Nomaden der östlichen Wüste, die von den Ägyptern Medjaiu genannt wurden. Ab dem Neuen Reich wurden sie in Ägypten als Söldner verpflichtet und erfüllten Überwachungsaufgaben. In den flachen, an der Oberfläche durch einen Steinkreis gekennzeichneten Gräbern lagen die Toten in Hockerstellung auf der rechten Seite mit dem Kopf im Norden und Blickrichtung nach Westen oder mit dem Kopf im Osten und der Blickrichtung nach Süden. Die einen Meter großen kreisrunden Schächte mit einem röhrenartigen Ende erinnern an eine Bratpfanne mit Stiel.

### Meroitische Zeit
Die ägyptische Herrschaft dehnte sich unter Ptolemaios VI. (reg. 180–145 v. Chr.) bis zum 2. Katarakt aus. Im 1. Jahrhundert v. Chr. war das Gebiet in meroitischer Hand, die ägyptische Grenze lag bei der Insel Philae südlich von Assuan, als 25/24 v. Chr. der römische Präfekt Publius Petronius einen Feldzug gegen das meroitische Reich führte. Das Grenzgebiet südlich von Philae wurde Dodekaschoinos („Zwölfmeilenland“) genannt. Im Süden reichte es bis zum Ort Hiera Sycaminos im Wadi Maharraka, nur wenig nördlich von Sayala. (In christlicher Zeit wurde der Begriff Dodekaschoinos auf das gesamte Gebiet zwischen dem 1. und 2. Katarakt erweitert.)
Im 1. Jahrhundert n. Chr. erreichte das meroitische Unternubien die höchste Bevölkerungsdichte. Die sesshaften Bewohner intensivierten den Ackerbau, der bis zum 4. Jahrhundert zur ökonomischen Grundlage wurde, durch die Bewässerung der Felder mit Göpelschöpfrädern (Sakiyas). Ein intensiver Handel mit Ägypten und nach Süden sorgte darüber hinaus für Wohlstand.
In das Ende des 3. Jahrhunderts wird ein Gebäudekomplex in Sayala datiert, dessen halboffene Räume als „Weinstuben“ bezeichnet werden. Entlang der Wände reihten sich Steinbänke, in der Mitte fanden sich teilweise Steintische. Die kleinen Nebenräume waren Vorratskammern oder dienten möglicherweise als Bordelle. In der nachmeroitischen Zeit war allgemein die sesshafte Bevölkerung geschrumpft, Sayala blieb eine der größten Siedlungen. Die in den insgesamt 19 Weinstuben gefundenen Amphoren besaßen ein geripptes Dekor und waren mitsamt Inhalt aus Ägypten importiert, daneben fand sich eine als Eastern Desert Ware (EDW) bezeichnete handgefertigte Keramik, die zusammen mit gedrehten Tongefäßen aus dem 4. bis 6. Jahrhundert vom Nil bis zum Roten Meer weit verbreitet war und mit dem Nomadenvolk der Blemmyer in Verbindung gebracht wird. Die Weinstuben von Sayala gehören wie ein Gebäude in ebensolcher Funktion in Qasr Ibrim zu den bekanntesten Orten, an denen in Nubien während der auf die meroitische folgende X-Gruppen-Zeit (4. bis 6. Jahrhundert) aus Ägypten importierter Wein konsumiert wurde.
In mehreren Kampagnen legte Anfang der 1960er Jahre Manfred Bietak drei Friedhöfe am Ostufer aus dem 3. und 4. Jahrhundert n. Chr. frei und untersuchte Felsspaltengräber am Felshang auf der Westseite im Norden des christlichen Dorfes. Aus dem Friedhof C/III (Ostufer), der im Spätherbst 1965 durch das stetig ansteigende Wasser bereits auf einer Insel lag, und aus dem Friedhof N (Westufer) konnten bei der letzten Grabung insgesamt die Reste von 218 menschlichen Skeletten geborgen werden. Der Friedhof hatte die Form eines ovalen Hügels (Tumulus), darin lagen die nicht nach einer Himmelsrichtung orientierten Grabkammern. Diese waren aus Bruchsteinen aufgeschichtet und teilweise mit einer größeren Steinplatte gedeckt worden. Danach wurde das Grab mit Sand und kleineren Steinen überschüttet. Die Grabkammern der beiden anderen Friedhöfe am Ostufer, C/I und C/II, waren auf ähnliche Art auf dem Erdboden gemauert und nachfolgend zugedeckt. Außer Topfscherben wurden relativ wenig Grabbeigaben gefunden. Untersuchungen der Skelette ergaben, dass viele der Verstorbenen auf gewaltsame Art durch Stichverletzungen oder eingeschlagene Schädeldecken umgekommen sein mussten. Vermutlich wurden in den drei meroitischen Friedhöfen am Ostufer die Gefallenen im Kampf gegen die Ägypter auf möglichst einfache Weise bestattet.

## Christliche Siedlung
Die ältesten Gebäude der christlichen Siedlung werden in das 6./7. Jahrhundert datiert. Die Wohngebäude waren überwiegend aneinander gebaut, die in ihnen gefundenen Bronzeöllampen, Schminkdosen und die importierte Keramik deuten auf einen relativ hohen Lebensstandard hin. Die im 9. Jahrhundert errichtete Umfassungsmauer ließ sich bis zum Flussufer verfolgen. Sie zog sich von dort etwa 50 Meter den Hang hinauf, bildete am Ufer ein über 80 Meter und auf der Höhe ein etwa 65 Meter langes Rechteck. Die Befestigungsanlage war möglicherweise notwendig geworden, um sich vor Arabern zu schützen, die um 870 die antiken Goldminen im Wadi Allaqi erneut auszubeuten begannen und für die Bewohner eine Gefahr darstellten. 
Die zentrale Siedlung H innerhalb der Mauern erlebte im 9. Jahrhundert ebenfalls zahlreiche Veränderungen. Ältere Hausreste wurden abgetragen und mit einer dichteren Häuserstruktur überbaut. Eine Gasse führte vom Nil senkrecht den Hügel hinauf bis zur Kirche und erschloss die sich an beiden Seiten den Hang hinaufziehenden Wohnhäuser. Die Gebäude bestanden aus Bruchsteinwänden und waren mit den üblichen nubischen Tonnengewölben aus Trockenziegeln überdeckt. Die Ziegel bestanden aus Nilschlamm in der Einheitsgröße 32 × 16 × 8 Zentimeter. Bis zu vier Nutzungshorizonte in den Wohnräumen verweisen auf eine lange Besiedlungsdauer. Die Böden der letzten Schicht waren so hoch angestiegen, dass die mittlerweile niedrig gewordenen Räume nur noch als Viehställe zu gebrauchen waren.
In der Mitte an der oberen Längsseite der Umfassungsmauer lag die Kirche I, etwa 100 Meter südwestlich außerhalb der Siedlung stand eine weitere Kirche auf freiem Feld. Südlich dieser Kirche J wurde ein christlicher Friedhof mit 13 Grabstätten freigelegt. Ein Grabstein trug eine koptische Inschrift, die ins 9. Jahrhundert datiert wird.
100 Meter nördlich der Kirche I befand sich der Friedhof K, der 90 Gräber und 128 Bestattungen enthielt. Die ältesten gefundenen Grabbeigaben waren spätmeroitische Trinkschalen aus dem 5. Jahrhundert, die denen des Weinschenkenviertels entsprachen. Kreuze weisen auf eine Belegung in christlicher Zeit hin. Reste aus dem 5. Jahrhundert nördlich des Friedhofs stammten möglicherweise von einer Goldwäscherei. Dies würde den arabischen Namen der modernen Siedlung Nag' el-Scheima erklären, der von shima oder shēma abgeleitet sein könnte. Mit der Pluralform shiyam wurden in der Antike die Edelsteinminen bezeichnet.

### Kirche I
Die Kirche I war ab dem 9. Jahrhundert mit ihrer Westwand in die Umfassungsmauer einbezogen. Das Gebäude wurde wohl vor der Mitte des 8. Jahrhunderts oberhalb der Siedlung H so knapp am Rand des Felsplateaus errichtet, dass für den östlichen Teil das Gelände aufgeschüttet werden musste. Die dreischiffige Pfeilerbasilika besaß vier Joche in jeder Mittelschiffhochwand und im Osten eine halbrunde Apsis mit zwei seitlichen Apsisnebenräumen. Diese waren durch an den Außenwänden liegendeTüren von den Seitenschiffen zugänglich und ursprünglich vermutlich hinter der Apsis entlang der geraden Ostwand über einen schmalen Gang miteinander verbunden. Durch einen Felsbruch ist dieser Teil später abgestürzt. Der mittlere und südliche Nebenraum an der Westwand stand zum Betraum (Naos) hin offen, im nordwestlichen Raum führte eine Treppe auf das Dach. Alle drei Schiffe waren mit Tonnengewölben überdeckt. Der Chor (in der koptischen Kirche haikal) vor der Apsis war vom Betraum der Gemeinde durch eine noch 70 Zentimeter hoch stehende Mauer (ḥiǧāb) abgetrennt.
Die Außenmauern bestanden fast überall bis zum Gewölbeauflager aus Bruchsteinen, die Pfeiler teilweise und die Gewölbe gänzlich aus Lehmziegeln. Das Format von 37 × 20 × 8 Zentimeter entsprach der letzten Bauphase vor dem größeren Umbau der Wohngebäude in der Siedlung H. Die Innenwände waren mit einer dünnen Lehmputzschicht überzogen, darauf waren mehreren Lagen von Malereien aufgetragen. Durch Stilvergleiche der Malschichten ist eine Datierung möglich: Die ältesten Fresken ähneln der ältesten Schicht in der Vorhalle (Narthex) der Kathedrale von Faras (Anfang 8. Jahrhundert) und haben eine gewisse Ähnlichkeit mit den Malereien der Zentralkirche in Abdallah Nirqi (am Westufer des Nil, 3,5 Kilometer östlich von Abu Simbel) aus der zweiten Hälfte des 8. Jahrhunderts.
Um 1000 n. Chr. gab es einen Umbau des Treppenhauses, an einigen Stellen des Kirchenschiffs wurden die Wände übermalt. 1964/65 bargen die österreichischen Archäologen mehrere Fragmente der Malereien. Nach der Restaurierung zeigt eine Szene den Erzengel Michael, der seine Flügel über einigen Männern ausbreitet, die bis auf einen dunkelhäutig und bis auf einen anderen bartlos sind. Der Stil entspricht Malereien im Nordschiff der Kathedrale von Faras aus dem 11. Jahrhundert und einer Abbildung des Bischofs Marianos dort im südlichen Apsisnebenraum, die um 1007 entstanden ist. Eine andere restaurierte Szene zeigt ein Schiff, das von Engeln gerudert wird. Hinter diesen stehen dunkelhäutige Männer mit Nimbus. Das Schiff hat gestreifte Segel und am Schiffsrumpf herabhängende Fender.
Von einem großen Wandbild im Narthex blieb nur ein Fragment erhalten, das einen hellhäutigen Heiligen in frontal stehender Positur zeigt. In seiner linken Hand trägt er ein Buch mit einem verzierten Einband. Auch bei diesem Bild ergeben Stilvergleiche mit Faras und Abdallah Nirqi eine Datierung um 1000 n. Chr.
Das Ende der Siedlung im 12. Jahrhundert wurde wohl gewaltsam herbeigeführt. Liturgische Geräte scheinen eilig versteckt worden zu sein. Einige Beschädigungen in der Kirche dürften von Kampfhandlungen herrühren, so wurde der abgebildete Kopf eines Heiligen aus der Wand geschlagen.

### Kirche J
Vermutlich in das 9. Jahrhundert datiert die dreischiffige Pfeilerbasilika mit jeweils fünf Jochen an den beiden Mittelschiffwänden, die sich außerhalb der ummauerten Stadt befand. Das Gebäude maß 12,5 × 9,5 Meter. Der Altarraum war rechteckig, die Ostwand gerade, einen Umgang hinter der Apsis gab es nicht. Ebenso fehlten die Nebenräume im Westen und der übliche Zugang auf das Dach. Im Mittelschiff wurden die Reste einer Kanzel gefunden. Die Außenmauern waren aus Bruchsteinen erstellt, die Arkadenwände und die nubischen Tonnengewölbe aus Lehmziegeln. In den Trümmern lagen ein Türsturz aus Sandstein mit halbplastischen Kreuzen, ein Steinbecken und ein Löwenkopf. Der ḥiǧāb (Chorschranke) bestand nach den geringen Spuren zu urteilen aus Holz.

### Einsiedelei
Südlich des Ortes wird im Fundplatz E zwischen den modernen Dörfern Nag' Bentikol und Umm Schik ein Gebäude als Einsiedelei bezeichnet. Es bestand aus vier kleinen, nebeneinanderliegenden Kammern, in denen dieselben Gebrauchsgegenstände gefunden wurden: Vorratstöpfe mit Nahrungsresten, Kochgeschirr, Reibesteine und Feuerstellen. Bei drei Räumen war eine Wandseite zusammengestürzt, beim vierten war die eingestürzte Steinwand im Zusammenhang am Boden erhalten. Es war zu erkennen, dass dieser Raum und folglich auch die anderen keine Eingangstür besaßen. Es gab nur eine Durchreiche am Boden und eine kleine Fensteröffnung hoch oben in der Wand. Offensichtlich hatten sich Anachoreten als Inklusen einmauern lassen. Verschiedene Höhen des Lehmestrichs zeigen, dass über einen gewissen Zeitraum mehrfach Mönche in den Kammern lebten. Die mit der Drehscheibe hergestellten Tongefäße werden aufgrund der Form einem Typ zugeordnet, der vor 750 n. Chr. datiert wird. In Ägypten sind nach archäologischen Untersuchungen keine Zellen bekannt, in denen sich Mönche einmauern ließen, Sayala ist der einzige nachgewiesene Ort in Nubien.